# Pontiac Tempest (1960)
Pontiac Tempest – samochód osobowy klasy średniej, a następnie klasy wyższej produkowany pod amerykańską marką Pontiac w latach 1960 – 1970.

## Pierwsza generacja

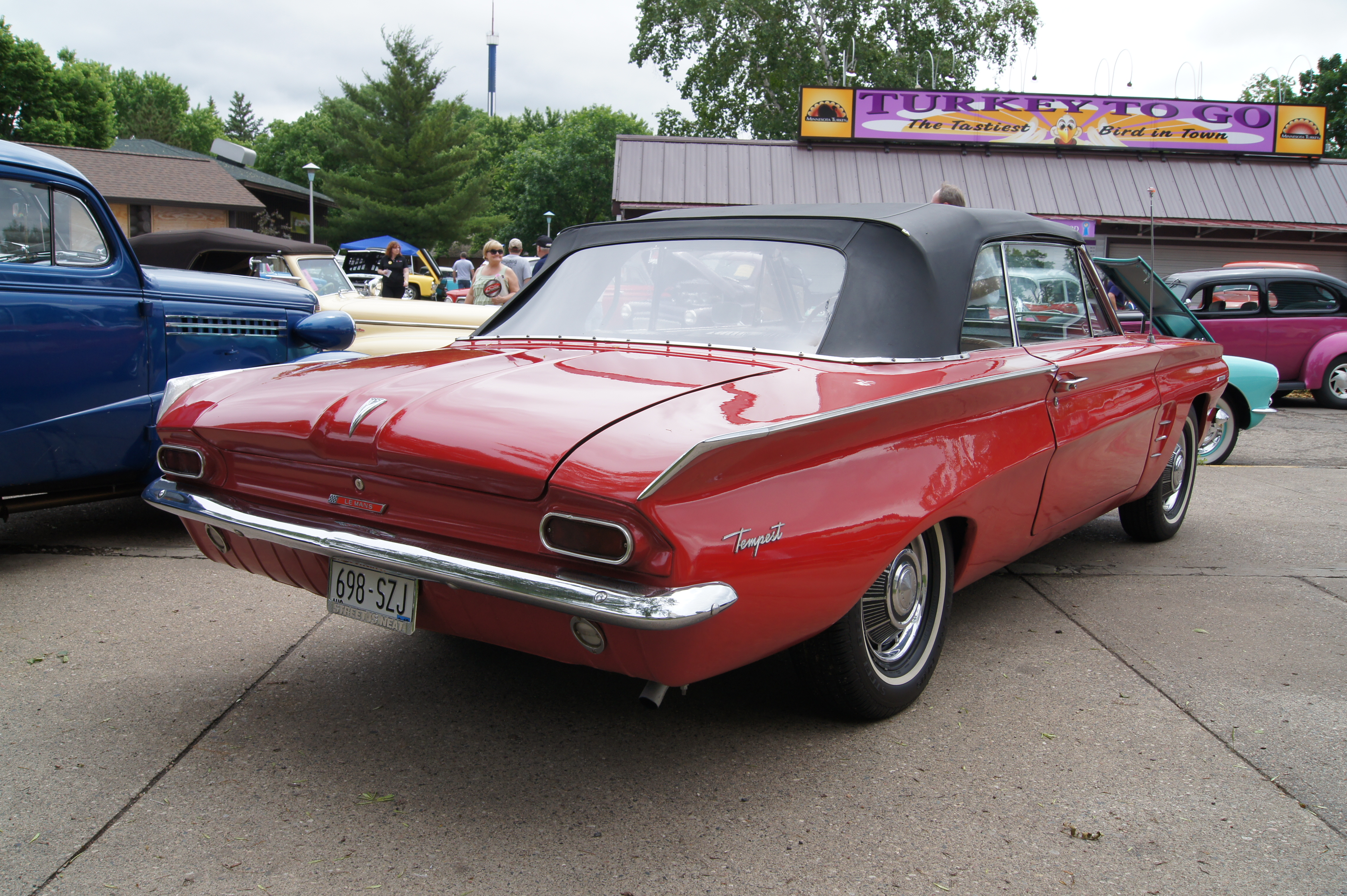
Pontiac Tempest I Cabriolet - tył

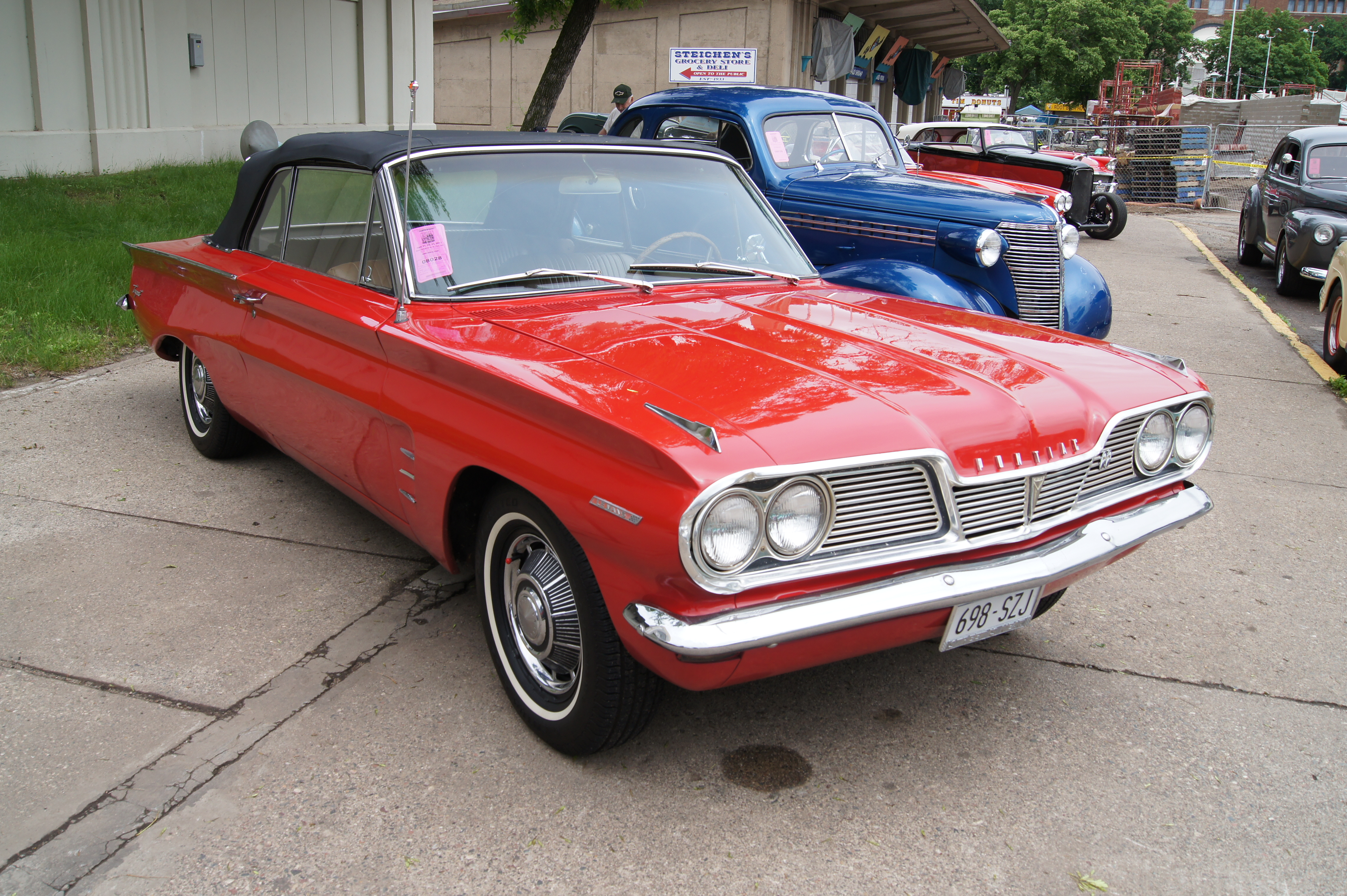
Pontiac Tempest I Cabriolet po liftingu

Pontiac Tempest I został zaprezentowany po raz pierwszy w 1960 roku.
Model Tempest został opracowany w ramach koncernu General Motors we współpracy z firmami Buick, Chevrolet oraz Oldsmobile. Samochód poszerzył ofertę Pontiaka jako podstawowy model w ofercie.
Pod kątem stylistycznym, pierwsza generacja Tempest wyróżniała się licznymi owalnymi i łukowymi kształtami. Atrapa chłodnicy przyjęła owalną, dwuczęściową formę, z kolei przez boczne panele nadwozia biegło wklęsłe przetłoczenie.

### Lifting
W 1962 roku Pontiac przeprowadził modernizację Tempest, która objęła głównie wygląd pasa przedniego. Zmodyfikowano kształt atrapy chłodnicy, a także zderzaki i oświetlenie.

### Silniki
- L4 3.2l
- V8 3.5l
- V8 5.3l

### Dane techniczne
- R4 3,2 l (3181 cm³), 2 zawory na cylinder, OHV
- Układ zasilania: gaźnik
- Średnica cylindra × skok tłoka: 103,10 mm × 95,25 mm
- Stopień sprężania: 8,6:1
- Moc maksymalna: 112 KM (82 kW) przy 3800 obr./min
- Maksymalny moment obrotowy: 258 N•m przy 2000 obr./min
- Przyspieszenie 0-80 km/h: 10,5 s
- Przyspieszenie 0-100 km/h: 15,0 s
- Czas przejazdu pierwszych 400 m: 19,9 s
- Prędkość maksymalna: 137 km/h

## Druga generacja

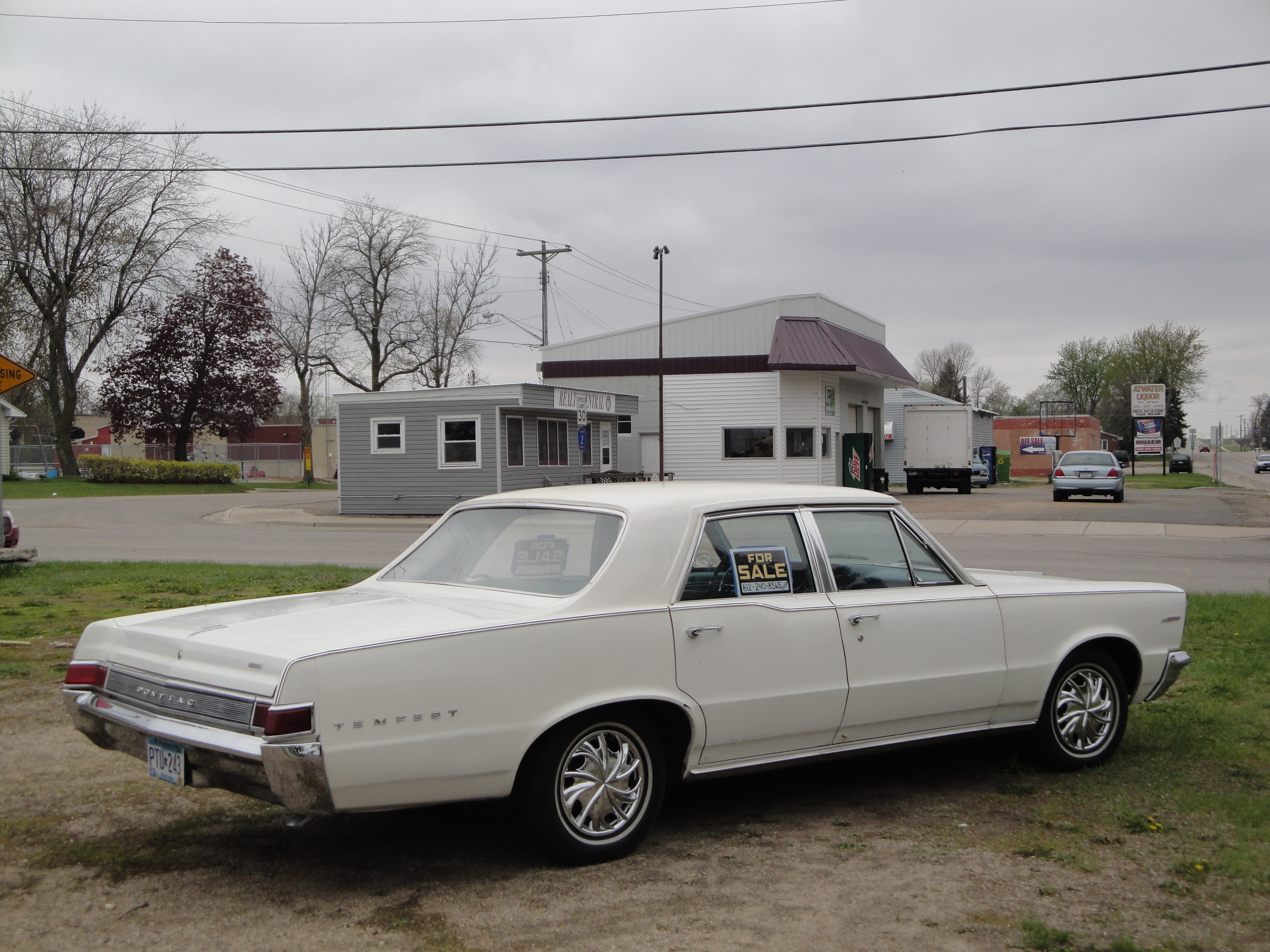
Pontiac Tempest II - tył

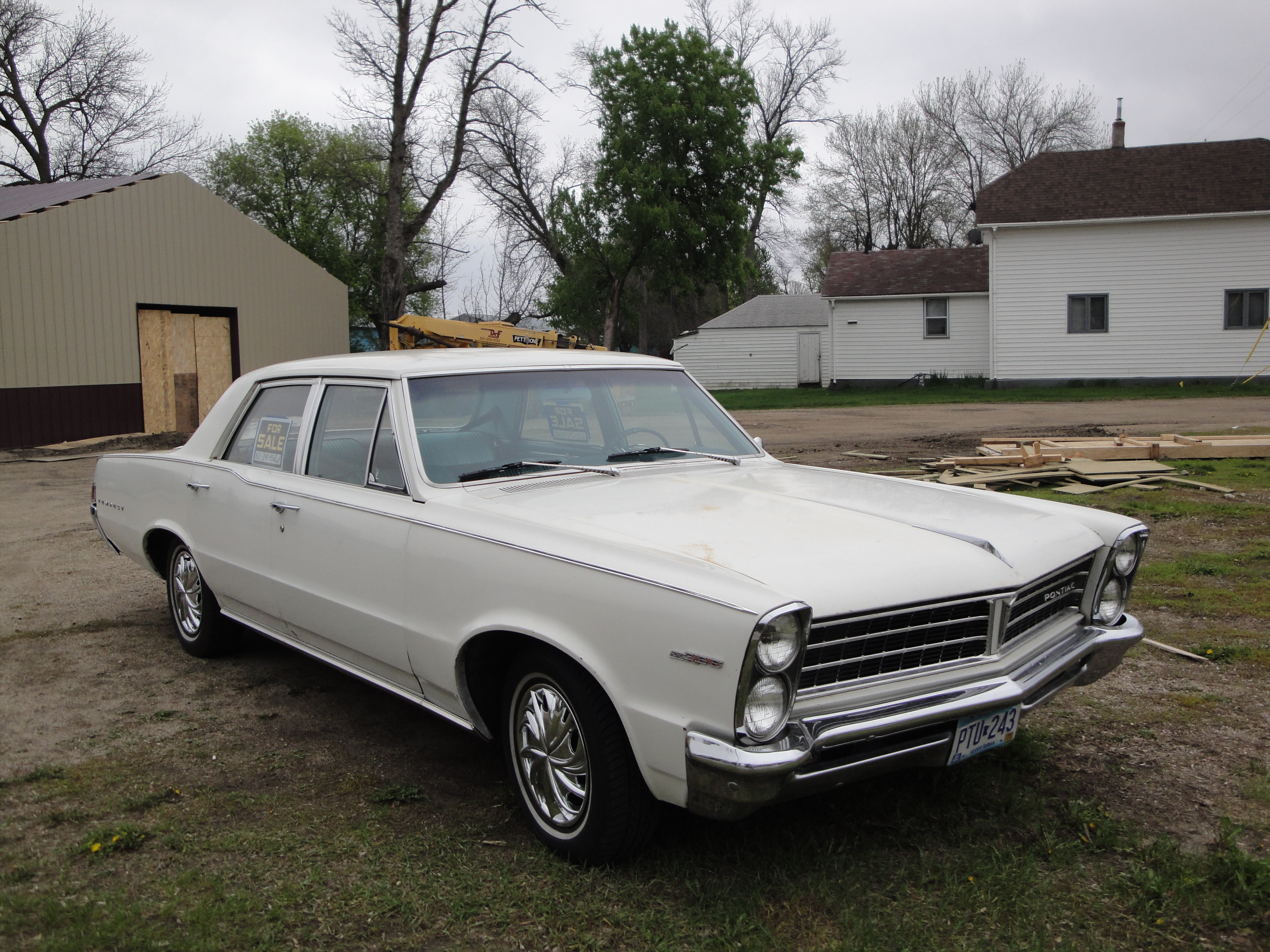
Pontiac Tempest II po liftingu

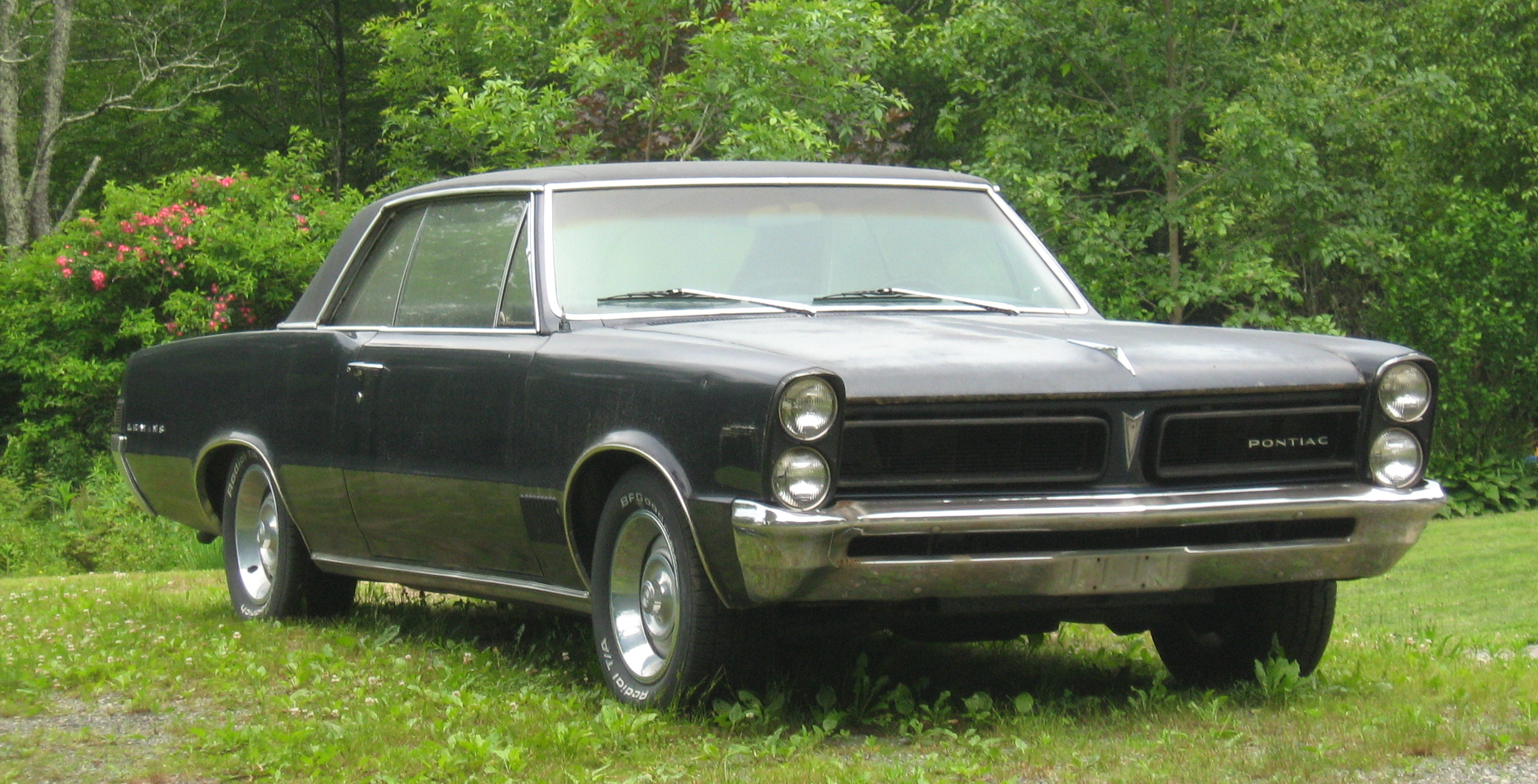
Pontiac Tempest II Coupe

Pontiac Tempest II został zaprezentowany po raz pierwszy w 1964 roku.
Druga generacja Pontiaka Tempest przeszła obszerną modernizację zarówno pod kątem wizualnym, jak i wielkości nadwozia. Samochód zyskał smuklejszą sylwetkę nadwozia, z podłużnym bagażnikiem, a także dwiema parami podwójnych reflektorów.

### Lifting
Po roku produkcji Pontiac Tempest drugiej generacji przeszedł obszerną modernizację, która przyniosła zmiany w wyglądzie pasa przedniego. Pojawiły się pionowo umieszczone dwie pary reflektorów, a także duża, dwuczęściowa atrapa chłodnicy.

### Silniki
- L6 3.5l
- L6 3.8l
- V8 5.3l
- V8 6.4l

### Dane techniczne
- R6 3,8 l (3770 cm³), 2 zawory na cylinder, SOHC
- Układ zasilania: gaźnik
- Średnica cylindra × skok tłoka: 98,60 mm × 82,30 mm
- Stopień sprężania: 10,5:1
- Moc maksymalna: 210 KM (154 kW) przy 5200 obr./min
- Maksymalny moment obrotowy: 309 N•m przy 3800 obr./min
- Przyspieszenie 0-80 km/h: 7,3 s
- Przyspieszenie 0-100 km/h: 10,0 s
- Przyspieszenie 0-160 km/h: 23,4 s
- Czas przejazdu pierwszych 400 m: 17,2 s
- Prędkość maksymalna: 182 km/h

## Trzecia generacja

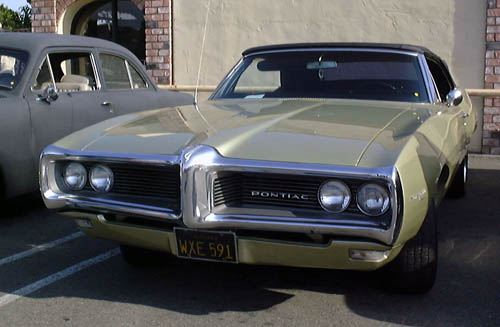
Pontiac Tempest III

Pontiac Tempest III został zaprezentowany po raz pierwszy w 1967 roku.
Trzecia i ostatnia generacja modelu Tempest, podobnie jak poprzednik, została opracowana w oparciu o platformę A-body, przechodząc obszerną modernizację nadwozia.
Stało się ono bardziej muskularne, wyróżniając się z przodu chromowaną atrapą chłodnicy podzieloną dużą poprzeczką zintegrowaną z atrapą chłodnicy. Reflektory były ponownie dwuczęściowe i okrągłe, za to tylne nadkola stały się bardziej obłe.

### Silniki
- L6 4.2l
- V8 5.7l
- V8 6.6l